# 佛盖特上面级
佛盖特（俄语：Фрегат，fregat）是由拉沃契金研发制造联合体在20世纪90年代设计的上面级。主要应用于联盟号运载火箭和天顶号运载火箭。这种上面级使用UDMH/N2O4常温液体燃料。

## 简介
佛盖特上面级的设计目的是将大型酬載送到任一种地球轨道，而其应用范围很广泛，除了入轨地球轨道，也可用作现代太空探测器的逃逸级，将探测器送入星际飞行轨道。（例如金星快车和火星快车。）目前，Fregat应用最多的是作为联盟号运载火箭的第三段。她的发动机可以重新点火25次。
NPO拉沃契金曾经制造过很多行星际探测器，fregat继承了一些来自她们的设计。火箭的主体是一组燃料箱，由在同一平面上的6个球形容器组成。其中4个是燃料箱，另外两个装载了控制系统，主发动机在一圈六个球星容器中央。所以Fregat是一种非常紧凑的上面级，直径远远大于她的高度。

## 重要任务

### 2014年8月发射失败
这次任务是由亞利安公司运行的，使用了Fregat-MT型上面级。在2014年8月22日这次任务被认定为失败，其结果是两颗伽利略导航卫星进入了错误的轨道。火箭在1227 GMT从圭亚那太空中心升空，发射初步成功。然而晚些时候，在Fregat-MT的第二次点火以后，两颗卫星被发现被送上了错误的轨道。
事故后【2014年8月25日】成立了一个独立调查委员会对这次异常的原因进行了研究；并在2014年10月7日公布了结果。分析结果如下：
这次失败是由Fregat上面级引起的，发生在发射后的大约35分钟、Fregat上面级二次点火前的轨道飞行阶段。
以下是对当时情景的重现：
- 事故的直接原因是在Fregat的第二次推进阶段，主发动机的推力定向控制发生了错误。
- 定向错误的原因是导航系统失去了惯性参考。
- 惯性参考的丢失是由于惯性导航系统当时不在设计的工作范围内。这是在轨道飞行阶段中由Fregat上面级的高度控制推力器导致的。
- 在当时，向推力器供应联氨燃料的管线中出现了扰动。
- 这次扰动造成了联氨燃料发生了冻结。
- 冻结是由于联氨燃料管线和氦气管线被安装在了同一组支撑架构的，管线间距也非常近。结构件形成了两条管线间的热桥。
- 制造说明中的含糊不清并没有明确指出这种热桥的危害。事实上其他已经制造的Fregat上面级中可能存在同样的问题。
- 这个设计缺陷也没有在上面级的热力学分析中被发现。

综上所述，这次事故的根本原因是上面级的热力学设计缺陷，不是制造过程中产生的问题。
在2014年8月22日之后，联盟ST-B火箭/Fregat-MT运载火箭成功地发射了三次，将六颗伽利略卫星成功的送入了预定轨道。

## 型号

### Fregat-M/Fregat-MT
Fregat-M/Fregat-MT在顶部安装了额外的球形燃料箱。这些附加燃料箱可以在不变化飞行器体积的情况下降推进剂携带量从5350公斤提升到6640公斤。

### Fregat-SB
Fregat-SB型主要用于天顶-2SB运载火箭上。这一改型基于Fregat-M型，在此基础上加装了一个额外的下部可分离燃料箱，从而进一步提高了运载能力。这一花托型的燃料箱空重为360公斤，能容纳最多3050公斤的推进剂。Fregat-SB的干重为1410公斤，最大推进剂携带量为10150公斤。
2011年1月20日Fregat-SB上面级第一次投入使用，将Elektro-L气象卫星送入了同步轨道。
| 型号           | Fregat                  | Fregat-M                | Fregat-MT               | Fregat-SB               | Fregat-SBU              | Fregat-2                |
| -------------- | ----------------------- | ----------------------- | ----------------------- | ----------------------- | ----------------------- | ----------------------- |
| 主发动机       | S5.92                   | S5.92 l.n. (加长喷管)   | S5.92 l.n. (加长喷管)   | S5.92 l.n. (加长喷管)   | S5.92 l.n. (加长喷管)   | S5.92 l.n. (加长喷管)   |
| 发射次数       | 22                      | 18                      | 7                       | 3                       | -                       | -                       |
| 低推力模式推力 | 13.73 kN（1,400 kgf）   | 13.96 kN（1,424 kgf）   | 13.96 kN（1,424 kgf）   | 13.96 kN（1,424 kgf）   | 13.96 kN（1,424 kgf）   | 13.96 kN（1,424 kgf）   |
| 高推力模式推力 | 19.61 kN（2,000 kgf）   | 20.01 kN（2,040 kgf）   | 20.01 kN（2,040 kgf）   | 20.01 kN（2,040 kgf）   | 20.01 kN（2,040 kgf）   | 20.01 kN（2,040 kgf）   |
| 低推力模式比冲 | 323.3 s                 | 328.5 s                 | 328.5 s                 | 328.5 s                 | 328.5 s                 | 328.5 s                 |
| 高推力模式比冲 | 327.2 s                 | 333.5 s                 | 333.5 s                 | 333.5 s                 | 333.5 s                 | 333.5 s                 |
| 最大推进剂质量 | 5,350（11,790磅）       | 6,640（14,640磅）       | 7,100（15,700磅）       | 10,000（22,000磅）      | 10,710（23,610磅）      | 12,240（26,980磅）      |
| 燃烧时间       | 874 s-1,235 s           | 1,085 s-1,535 s         | 1,160 s-1,640 s         | 1,635 s-2,310 s         | 1,750 s-2,475 s         | 2,000 s-2,830 s         |
| 燃料流量       | 0.0043 t/s...0.0061 t/s | 0.0043 t/s...0.0061 t/s | 0.0043 t/s...0.0061 t/s | 0.0043 t/s...0.0061 t/s | 0.0043 t/s...0.0061 t/s | 0.0043 t/s...0.0061 t/s |
| 总冲           | 16.9 MN*s-17.2 MN*s     | 21.4 MN*s-21.7 MN*s     | 22.9 MN*s-23.2 MN*s     | 32.2 MN*s-32.7 MN*s     | 34.5 MN*s-35.0 MN*s     | 39.4 MN*s-40.0 MN*s     |
| 资料来源       | [ 10 ]                  | [ 10 ]                  | [ 10 ]                  | [ 10 ]                  | [ 10 ]                  | [ 10 ]                  |